# Bruce Davison
Bruce Davison (født 28. juni 1946) er en amerikansk skuespiller og instruktør. Davison er kendt for sin hovedrolle i kult gyserfilmen Willard (1971), samt sin Oscar-nominerede og Golden Globe-vindende præstation i Longtime Companion (1989). Han spillede en prominent rolle i X-Men-filmserien - X-Men (2000) og X2 (2003) - som antagonisten Senator Robert Kelly.
Senere viste Davison sig i Fred Schepisis Words and Pictures (2013), havde en tilbagevendende rolle på ABCs The Fosters (2015-2016) og spillede sammen med Miles Teller og Anna Kendrick i Get a Job (2016).

## Filmografi
- The Librarian: The Curse of the Judas Chalice (2008)